# Halsfläta
Halsflätor (plexus cervicalis) är som ett slags nätverk av afferenta (inåtledande) nervtrådar med känselimpulser som sprider sig från huden på halsen, skuldran, runt öronen.
Det finns även efferenta (utåtledande) nervtrådar som skickar rörelseimpulser. Halsflätan bidrar även med till exempel att svara på signalerna från hjärnans andningscentrum att diafragman (mellangärdet) ska hjälpa lungorna att andas genom att diafragman spänner på sig och luft kommer in i lungorna och sen att diafragman ska slappna av för att då andas man ut all koldioxid som man har andats in. Om inte de här nerverna skulle finnas så skulle de aldrig nå diafragman och så skulle vi människor få andas "manuellt" genom att man själv ska bestämma när man ska andas.